# 下間久里
下間久里（しもまくり）は、埼玉県越谷市の大字。郵便番号は343-0045。

## 地理
埼玉県の東部地域で、越谷市の北部に位置する。東武伊勢崎線（東武スカイツリーライン）付近に飛び地がある。大袋駅東口からは徒歩圏内のため、全域が宅地化している。中心部を国道4号が走る。東部境界付近には新方川が流れる。

## 歴史
かつては下間久里村であった。
- 1889年（明治22年）4月1日 - 町村制施行により、上間久里村、下間久里村、大里村、大泊村、平方村が合併し南埼玉郡桜井村となり、桜井村の大字下間久里となる。
- 1954年（昭和29年）11月3日 - 桜井村が南埼玉郡越ヶ谷町、大沢町、新方村、増林村、大袋村、荻島村、出羽村、蒲生村、大相模村と合併し越谷町が成立、越谷町の大字となる。
- 1958年（昭和33年）11月3日 - 市制施行し越谷市の大字となる。
- 2000年（平成12年）11月 - 地内に桜井地区センター・公民館「あすぱる」が開館する[3]。
- 2013年（平成25年）9月2日 - 地内を竜巻が通過し、家屋などが倒壊および損壊するなどの被害が出る[4][5]。

## 交通

### 道路
- 国道4号（日光街道）
- 国道4号越谷春日部バイパス
- 東京都道・埼玉県道49号足立越谷線
- 埼玉県道115号越谷八潮線（産業道路）
- 旧日光街道
- コスモス通り
- 大杉公園通り

## 施設
- 越谷市立桜井南小学校
- 越谷市立深田保育所
- 東埼玉自動車教習所
- 桜井地区センター・公民館「あすぱる」[3]
- 北部配水場
- 越谷市消防署間久里分署
- 下間久里香取神社
- 天徳院
- 大場落し排水機場
- 大里東自治会館
- JA越谷市 北支店